# Selección femenina de fútbol sub-17 de Uruguay
La selección femenina de fútbol sub-17 de Uruguay es una de las categorías menores de la Selección femenina de fútbol de Uruguay, está conformada por jugadoras convocadas de nacionalidad uruguaya, que sean menores de 17 años de edad.
Esta Selección, representa a la Asociación Uruguaya de Fútbol en la Copa Mundial Femenina de Fútbol Sub-17 y en el Campeonato Sudamericano Femenino Sub-17. La selección femenina de fútbol sub-17 de Uruguay, nunca ha ganado el Torneo sudamericano, siendo su mejor actuación en la edición de 2012 cuando terminó en el segundo lugar, también se destaca su participación en la edición de 2018, terminando en el tercer lugar.
Ha participado en dos ocasiones de la Copa Mundial femenina de su categoría, clasificando por primera vez en la edición disputada en Azerbaiyán 2012, además participó en la edición de 2018 cuando fue anfitriona del torneo. La jugadora más destacada que ha tenido hasta el momento ha sido Yamila Badell, quien fue la goleadora en el Campeonato Sudamericano Femenino Sub-17 de 2012 con nueve (9) goles, además marcó dos goles en el mundial de ese mismo año, siendo la máxima artillera histórica de la sub-17 con once (11) tantos. La generación que participó en el Mundial de la categoría realizado en Uruguay por parte de FIFA, tiene como máxima goleadora a Esperanza Pizarro, siendo elegida como la jugadora que realizó el mejor gol del torneo.

## Historial

### Campeonato Sudamericano Femenino Sub-17
| Campeonato | Posición | PJ | PG | PE | PP | GF | GC |
| ---------- | -------- | -- | -- | -- | -- | -- | -- |
| 2008       | 8° lugar | 4  | 1  | 0  | 3  | 5  | 8  |
| 2010       | 9° lugar | 4  | 0  | 0  | 4  | 2  | 13 |
| 2012       | 2° lugar | 7  | 6  | 0  | 1  | 19 | 9  |
| 2013       | 9° lugar | 4  | 0  | 1  | 3  | 4  | 12 |
| 2016       | 5° lugar | 4  | 2  | 1  | 1  | 5  | 5  |
| 2018       | 3° lugar | 7  | 4  | 2  | 1  | 8  | 5  |
| 2022       | 7° lugar | 4  | 1  | 1  | 2  | 4  | 4  |
| 2024       | 6° lugar | 4  | 2  | 0  | 2  | 6  | 9  |
| 2025       | 9° lugar | 4  | 1  | 0  | 3  | 3  | 5  |
| TOTAL      | 9/9      | 42 | 17 | 5  | 20 | 56 | 70 |

### Copa Mundial Femenina Sub-17

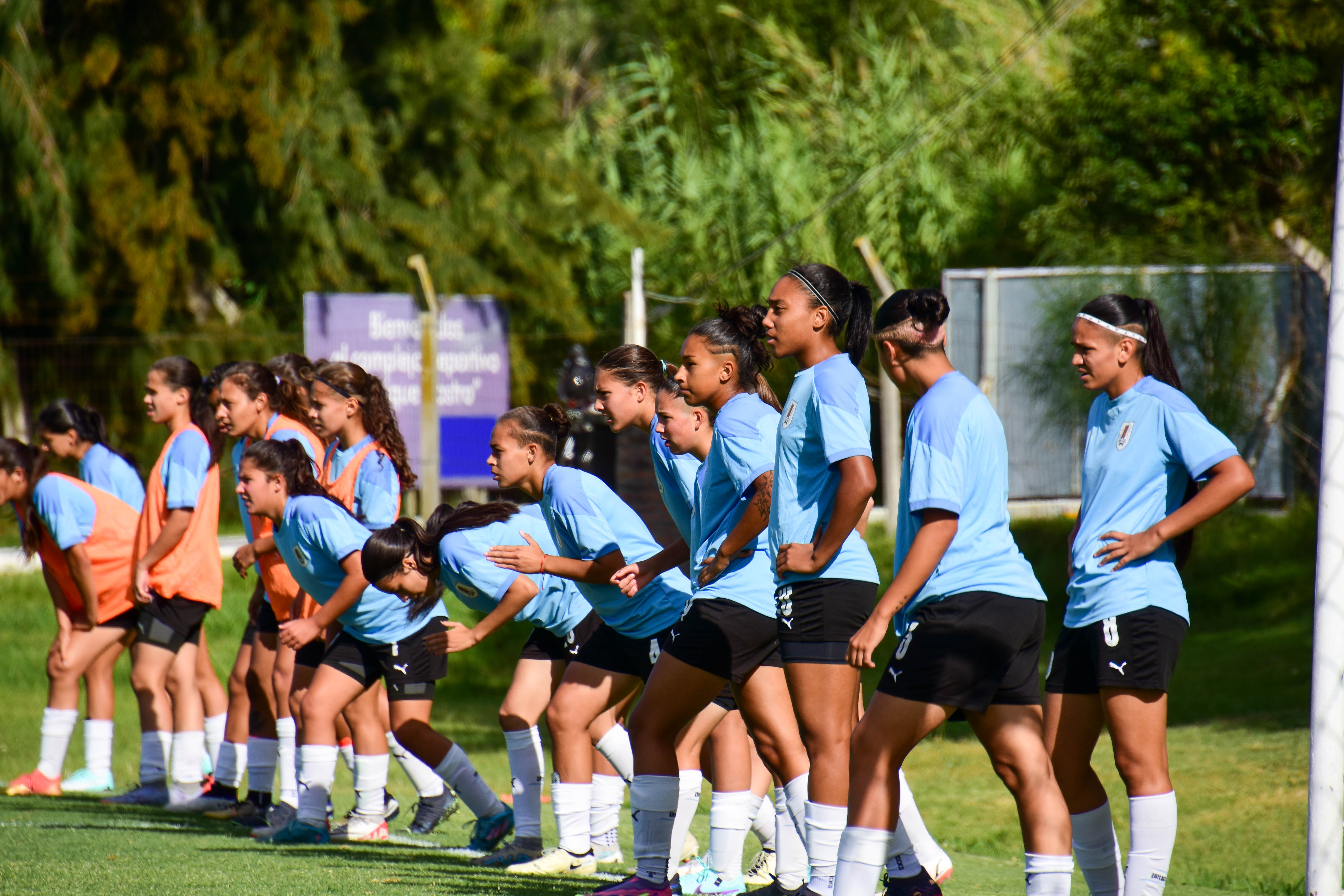
Práctica de la Selección Femenina sub-17 de Uruguay, Edur 1960, CC BY-SA 4.0, vía Wikimedia Commons

| Mundial | Fase           | Posición     | PJ           | PG           | PE           | PP           | GF           | GC           |
| ------- | -------------- | ------------ | ------------ | ------------ | ------------ | ------------ | ------------ | ------------ |
| 2008    | No clasificó   | No clasificó | No clasificó | No clasificó | No clasificó | No clasificó | No clasificó | No clasificó |
| 2010    | No clasificó   | No clasificó | No clasificó | No clasificó | No clasificó | No clasificó | No clasificó | No clasificó |
| 2012    | Fase de grupos | 14°          | 3            | 0            | 0            | 3            | 2            | 14           |
| 2014    | No clasificó   | No clasificó | No clasificó | No clasificó | No clasificó | No clasificó | No clasificó | No clasificó |
| 2016    | No clasificó   | No clasificó | No clasificó | No clasificó | No clasificó | No clasificó | No clasificó | No clasificó |
| 2018    | Fase de grupos | 14.º         | 3            | 0            | 1            | 2            | 2            | 8            |
| 2022    | No clasificó   | No clasificó | No clasificó | No clasificó | No clasificó | No clasificó | No clasificó | No clasificó |
| 2024    | No clasificó   | No clasificó | No clasificó | No clasificó | No clasificó | No clasificó | No clasificó | No clasificó |
| 2025    | No clasificó   | No clasificó | No clasificó | No clasificó | No clasificó | No clasificó | No clasificó | No clasificó |
| 2026    | Por definir    | Por definir  | Por definir  | Por definir  | Por definir  | Por definir  | Por definir  | Por definir  |
| TOTAL   | 2/9            | 14.º         | 6            | 0            | 1            | 5            | 4            | 22           |

## Palmarés
- Campeonato Sudamericano Femenino Sub-17
  -  Subcampeón: 2012
  -  Tercer Puesto: 2018